# Закон о натурализации 1870 года
Закон о натурализации 1870 года (англ. Naturalization Act of 1870) — закон США, принятый Конгрессом и подписанный президентом Улиссом Грантом 14 июля 1870 года, который создал систему контроля за процессом натурализации и наказаний за мошеннические действия. Также отмечается распространение процесса натурализации на «иностранцев африканского происхождения и лиц африканского происхождения», сохраняя при этом исключение процесса для натурализованных американцев китайского происхождения и других групп.

## История
Законопроект о натурализации был представлен в Палате представителей республиканским представителем Ноа Дэвисом из Нью-Йорка как билль «H.R. 2201», в то время как сенатор-республиканец Роскоу Конклинг выступил соавтором законопроекта в Сенате. 
14 июля 1870 Закон о натурализации 1870 года вступил в силу и был подписан президентом США Улиссом Грантом. Хотя этот закон был принят в Конгрессе Соединённых Штатов во время реконструкции Юга, он часто не отмечается в группе основных законопроектов, принятых за данный период.
В силе Четырнадцатой поправки и, несмотря на закон 1870 года, Верховный суд США в деле «США против Вонга Кима Арка» (1897—1898) признал гражданство США по праву рождения рождённого в США ребёнка китайских родителей, которые имели постоянное место жительства в Соединённых Штатах, и которые там занимались бизнесом и не были наняты в какой-либо дипломатической или государственной органиpации при императоре Китая. Гражданство США лиц, родившихся в Соединённых Штатах со времён Вонга Кима Арка, было признано, хотя Верховный суд никогда напрямую не выносил решения в отношении детей, рождённых от родителей, которые не являются законными жителями Соединённых Штатов.